# Nueva Era (Filipinas)
Nueva Era  (Bayan ng Nueva Era) es un municipio filipino de cuarta categoría perteneciente a la provincia de Ilocos Norte, el segundo en extensión, en la Región Administrativa de Ilocos, también denominada Región I.

## Geografía
Tiene una extensión superficial de 515.02 km² y según el censo del 2007, contaba con una población de 7.475 habitantes y 1.242 hogares; 7.837 habitantes el día primero de mayo de 2010
Situado en una zona montañosa y montañosa,  46 kilómetros al sureste de la ciudad de Laoag, limita por el sur y el sudeste de la provincia de Abra, en el este con la provincia de Apayao, en el suroeste de la de Ilocos Sur y en el noroeste por los municipios de Badoc, Pinili, Espíritu, Marcos, Dingras y Solsona.

## Barangays
Nueva Era se divide, a los efectos administrativos, en 11 barangayes o barrios, todos de carácter rural.
| - Acnam - Barangobong - Barikir | - Bugayong - Cabittauran - Caray | - Garnaden - Naguillan (Pagpag-ong) - Población | - Santo Niño - Uguis |

## Economía
Este municipio, uno de los más remotos de la Ilocos del Norte, cuenta con una importante masa forestal considerada área de protección del nacimiento de los ríos en el sur de la provincia.
Proveedor de productos agrícolas y agro-forestales, como arroz, maíz, hortalizas, tabaco, algodón, cultivos de raíces, frutas y bambúes.